# Sportpalast Kasachstan
Der Sportpalast Kasachstan (russisch Дворец спорта Казахстан; kasachisch Қазақстан спорт сарайы) ist eine Eishockeyhalle in der kasachischen Hauptstadt Astana. Sie wurde am 6. März 2001 eröffnet und besteht aus zwei separaten Arenen. Die größere Arena 1 bietet 5.332 Zuschauern Platz, während die kleinere Arena 2 maximal 1.200 Zuschauer aufnimmt.
Die Arena 1 wurde von der heimischen Eishockeymannschaft Barys Astana bis in das Jahr 2015 genutzt. Seitdem tritt das Team in der im August des Jahres eingeweihten Barys Arena mit 12.000 Plätzen an. Außerdem wurde im Sportpalast das Herrenturnier der Asienspiele 2011 ausgetragen.

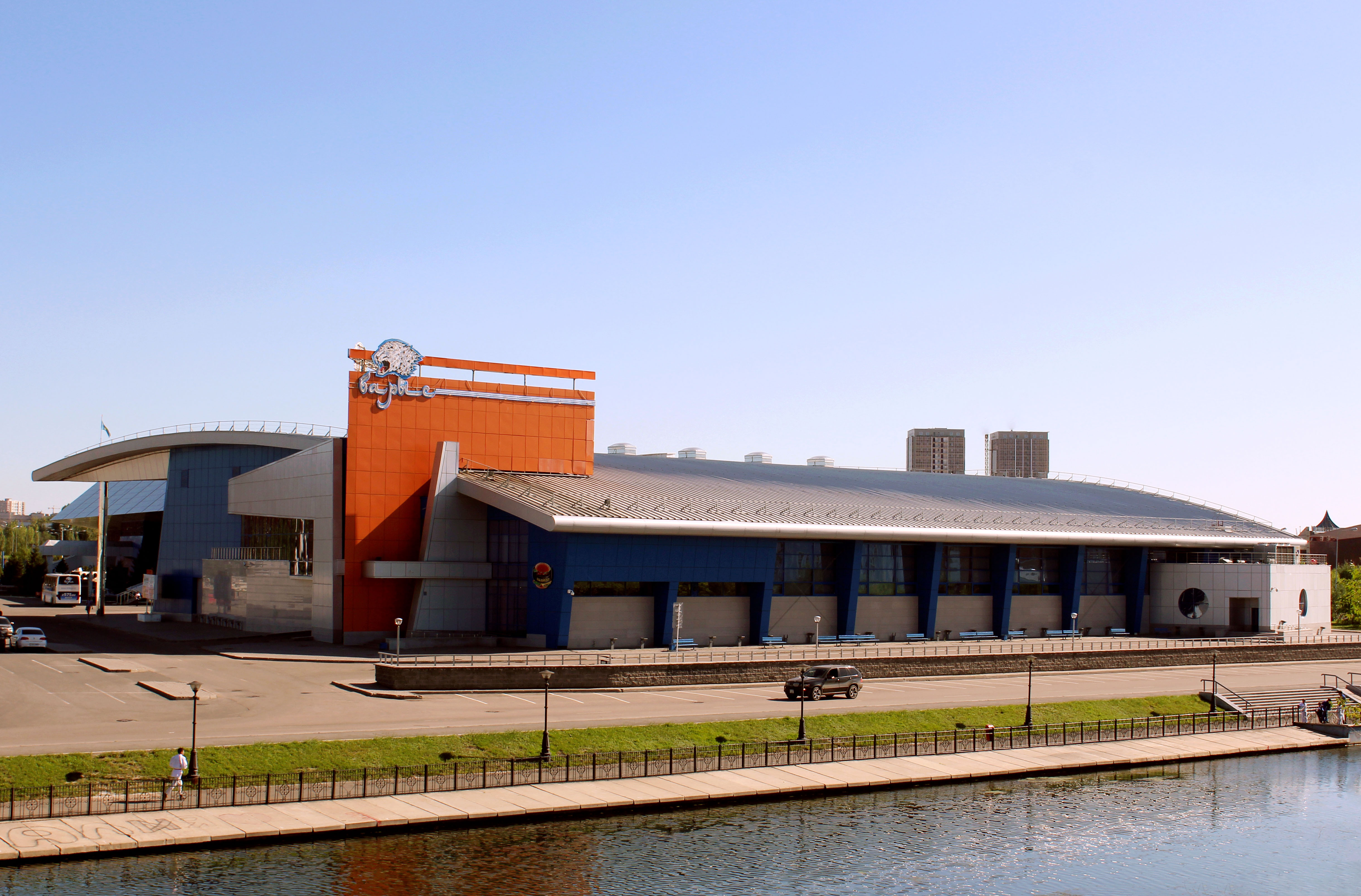
Sportpalast Kasachstan (Arena 2)